# الیزابت لیل
الیزابت لیل (انگلیسی: Elizabeth Lail؛ زادهٔ ۲۵ مارس ۱۹۹۲) یک هنرپیشه اهل ایالات متحده آمریکا است. وی از سال ۲۰۱۱ میلادی تاکنون مشغول فعالیت بوده‌است. از فیلم‌ها یا مجموعه‌های تلویزیونی که وی در آن‌ها نقش داشته‌است می‌توان به روزی روزگاری و فیلم شمارش معکوس اشاره نمود.

## اوایل زندگی
لیل در اشبورو، کارولینای شمالی بزرگ شد. او پس از فارغ‌التحصیلی از دبیرستان Asheboro، در سال ۲۰۱۰ در دانشگاه کارولینای شمالی تحصیل کرد و در مه ۲۰۱۴ فارغ‌التحصیل شد.

## فیلم‌شناسی
| سال       | عنوان           | نقش         | یادداشت‌ها                                    |
| --------- | --------------- | ----------- | -------------------------------------------- |
| ۲۰۱۱      | هواپیما مدل     | آنا         | فیلم کوتاه                                   |
| ۲۰۱۴      | بدون آن که      | امیلی       | فیلم کوتاه                                   |
| ۲۰۱۴      | روزی روزگاری    | آنا         | تکرار نقش (فصل ۴)، ۱۰ قسمت                   |
| ۲۰۱۶      | مرده از تابستان | امی هیوز    | نقش اصلی                                     |
| ۲۰۱۷      | فهرست سیاه      | ناتالی لوکا | قسمت: " ناتالی لوکا "                        |
| ۲۰۱۸      | مبارزه خوب      | امیلی چاپین | قسمت: " روز ۴۷۸ "                            |
| ۲۰۱۸      | غیرعمدی         | لی          | فیلم                                         |
| ۲۰۱۸–۲۰۱۹ | تو              | گینوار بک   | نقش اصلی (فصل ۱)؛ نقش مهمان (فصل ۲)؛ ۱۱ قسمت |
| ۲۰۱۹      | شمارش معکوس     | کوین هریس   | فیلم                                         |
| ۲۰۲۲      | مک و ریتا       | کوین هریس   | فیلم                                         |